# Yomogita
Yomogita (japanska: 蓬田村?, Yomogita-mura) är en landskommun (by) i Aomori prefektur i Japan.  
Mangaskaparen Hiroyuki Takei föddes 1972 i Yomogita.